# Маріан Сладечек
Маріан Сладечек (Marián Sládeček) (14 травня 1959, Нітра) — словацький дипломат. Генеральний консул Словацької Республіки в Ужгороді (Україна) (2007—2012).

## Життєпис
Народився 14 травня 1959 року у місті Нітра. У 1983 році закінчив Одеський інженерно-будівельний інститут (ОІБІ).
У 2004—2007 рр. — співробітник Посольства Словаччини в Києві.
З червня 2007 по 2012 рр. — Генеральний консул Словацької Республіки в місті Ужгород (Україна).